# Goryphus leucopygus
Goryphus leucopygus là một loài tò vò trong họ Ichneumonidae.